# Томас Шатель
Томас Шатель (фр. Thomas Chatelle, нар. 31 березня 1981, Жет) — бельгійський футболіст, що грав на позиції півзахисника.
Виступав, зокрема, за клуб «Генк», а також національну збірну Бельгії.
Дворазовий чемпіон Бельгії. Володар Кубка Бельгії. Володар Суперкубка Бельгії.

## Клубна кар'єра
У дорослому футболі дебютував 1998 року виступами за команду «Гент», у якій провів два сезони, взявши участь у 29 матчах чемпіонату. 
Протягом 2000 року захищав кольори клубу «Мехелен».
Своєю грою за останню команду привернув увагу представників тренерського штабу клубу «Генк», до складу якого приєднався 2000 року. Відіграв за команду з Генка наступні сім сезонів своєї ігрової кар'єри. Більшість часу, проведеного у складі «Генка», був основним гравцем команди. За цей час виборов титул чемпіона Бельгії.
Згодом з 2008 по 2012 рік грав у складі команд «Андерлехт», «Неймеген», «Андерлехт» та «Сент-Трюйден». Протягом цих років додав до переліку своїх трофеїв ще один титул чемпіона Бельгії.
Завершив ігрову кар'єру у команді «Монс», за яку виступав протягом 2012—2014 років.

## Виступи за збірні
У 2002 році залучався до складу молодіжної збірної Бельгії.
В 2004 році дебютував в офіційних матчах у складі національної збірної Бельгії.
Загалом протягом кар'єри в національній команді, яка тривала 4 роки, провів у її формі 3 матчі.

## Титули і досягнення
- Чемпіон Бельгії (2):

«Генк»: 2001-2002
«Андерлехт»: 2009-2010
- Володар Кубка Бельгії (1):

«Андерлехт»: 2007-2008
- Володар Суперкубка Бельгії (1):

«Андерлехт»: 2010